# Сокологорненский сельский совет (Генический район)
Сокологорненский сельский совет (укр. Сокологірненська сільська рада) — входит в состав
Генического района
Херсонской области
Украины.
Административный центр сельского совета находится в 
с. Сокологорное
.

## История
- 1874 — дата образования.

## Населённые пункты совета
- с. Сокологорное
- с. Виноградный Клин
- с. Макшиевка
- с. Новоефремовка